# La Ferté-Beauharnais
La Ferté-Beauharnais ist eine französische Gemeinde mit 582 Einwohnern (Stand: 1. Januar 2022) im Département Loir-et-Cher in der Region Centre-Val de Loire; sie gehört zum Arrondissement Romorantin-Lanthenay und zum Kanton Chambord.

## Geographie
Die Gemeinde La Ferté-Beauharnais liegt etwa 31 Kilometer ostsüdöstlich von Blois und etwa 42 Kilometer südsüdwestlich von Orléans in der Seenlandschaft Sologne. Nachbargemeinden von La Ferté-Beauharnais sind Neung-sur-Beuvron im Westen, Norden und Süden sowie Saint-Viâtre im Norden, Osten und Süden.

## Bevölkerungsentwicklung
| Jahr                       | 1962 | 1968 | 1975 | 1982 | 1990 | 1999 | 2006 | 2014 | 2022 |
| Einwohner                  | 468  | 454  | 392  | 400  | 442  | 463  | 516  | 515  | 582  |
| Quellen: Cassini und INSEE |      |      |      |      |      |      |      |      |      |

## Sehenswürdigkeiten
- Kirche Saint-Barthélemy, ursprünglich 1149 errichtet, 1524 neugebaut
- Schloss Beauharnais aus dem 18. Jahrhundert
- Wasserturm
- zahlreiche alte Fachwerkhäuser

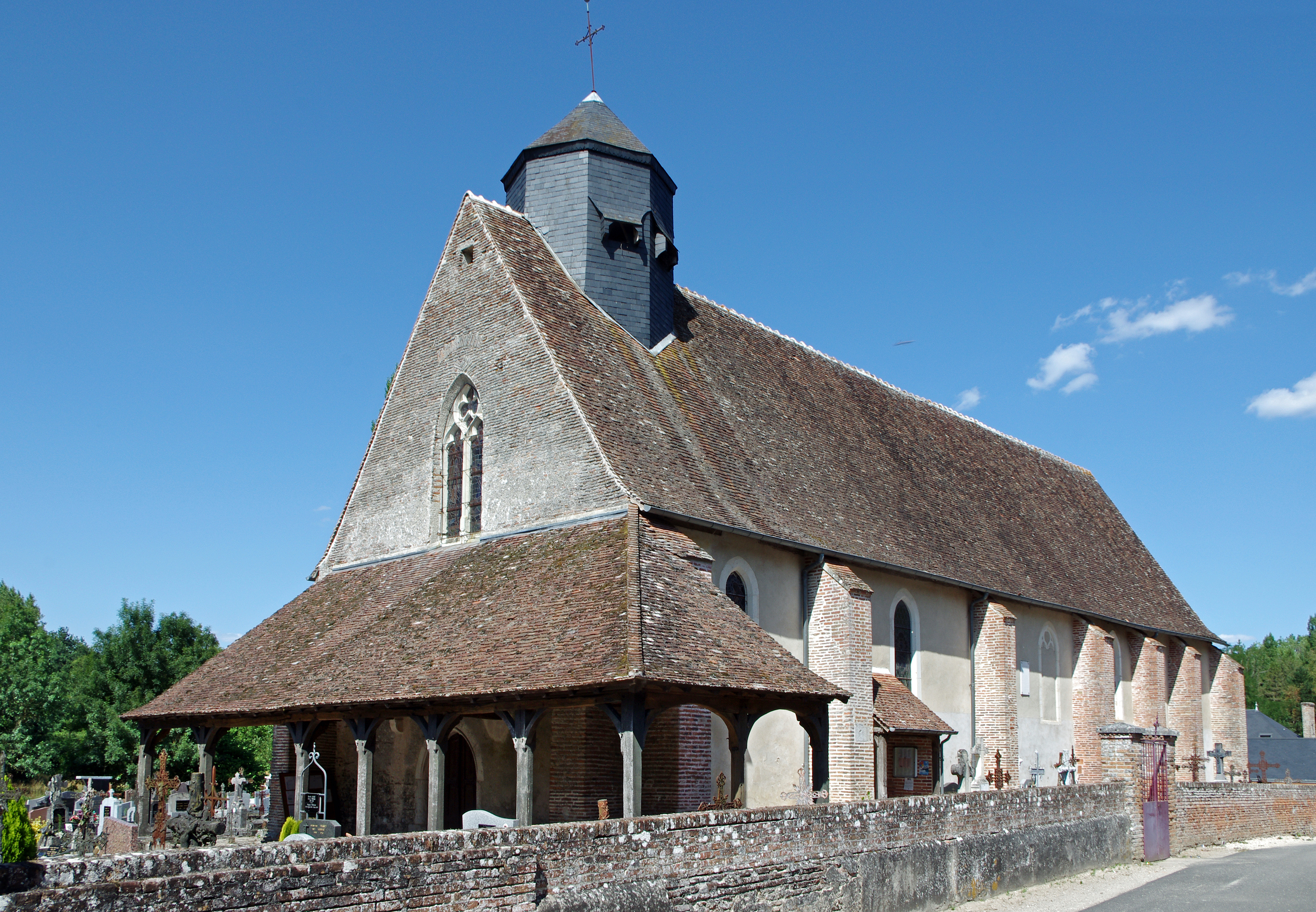
Kirche Saint-Barthélemy
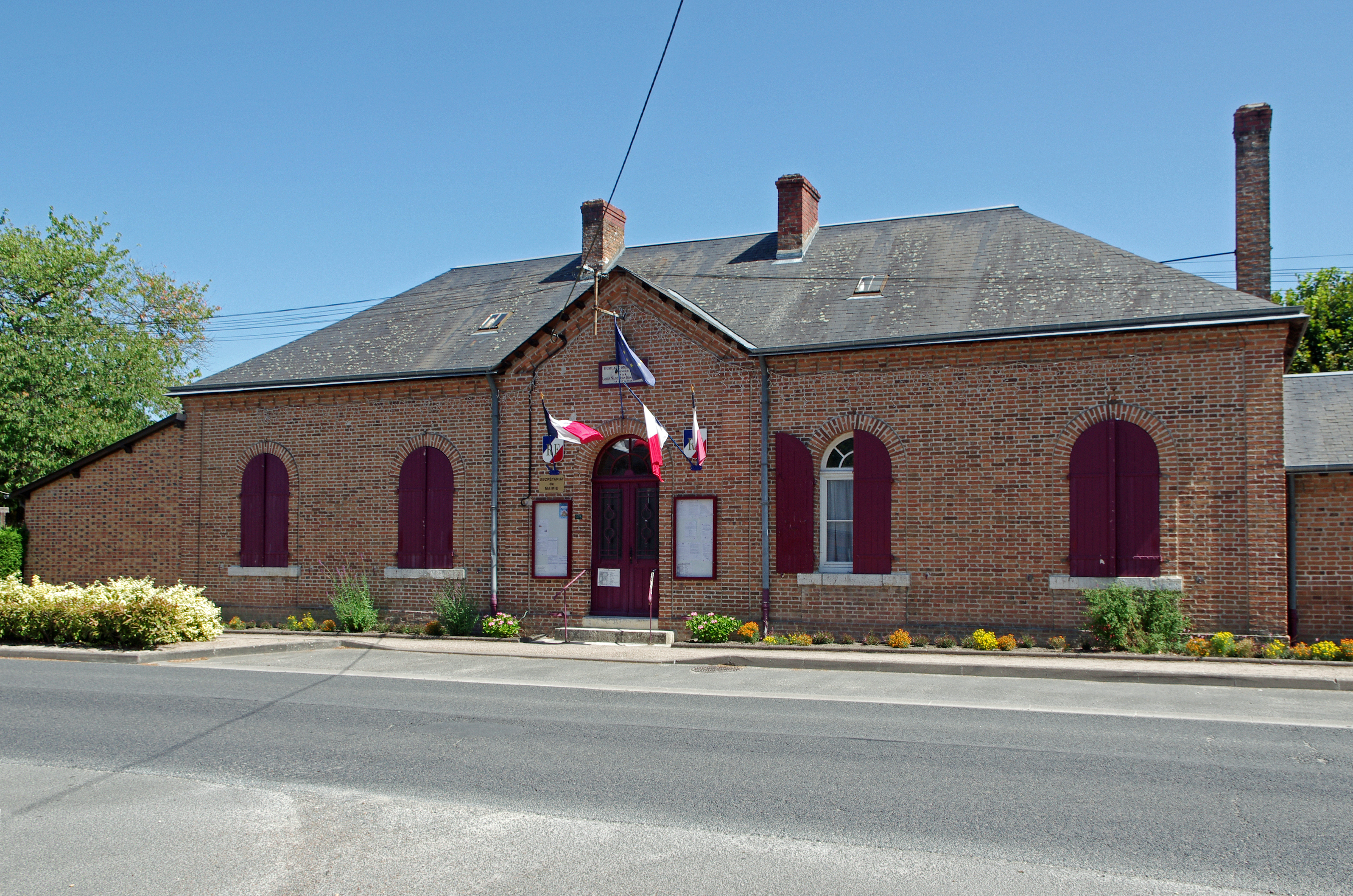
Mairie und Schule
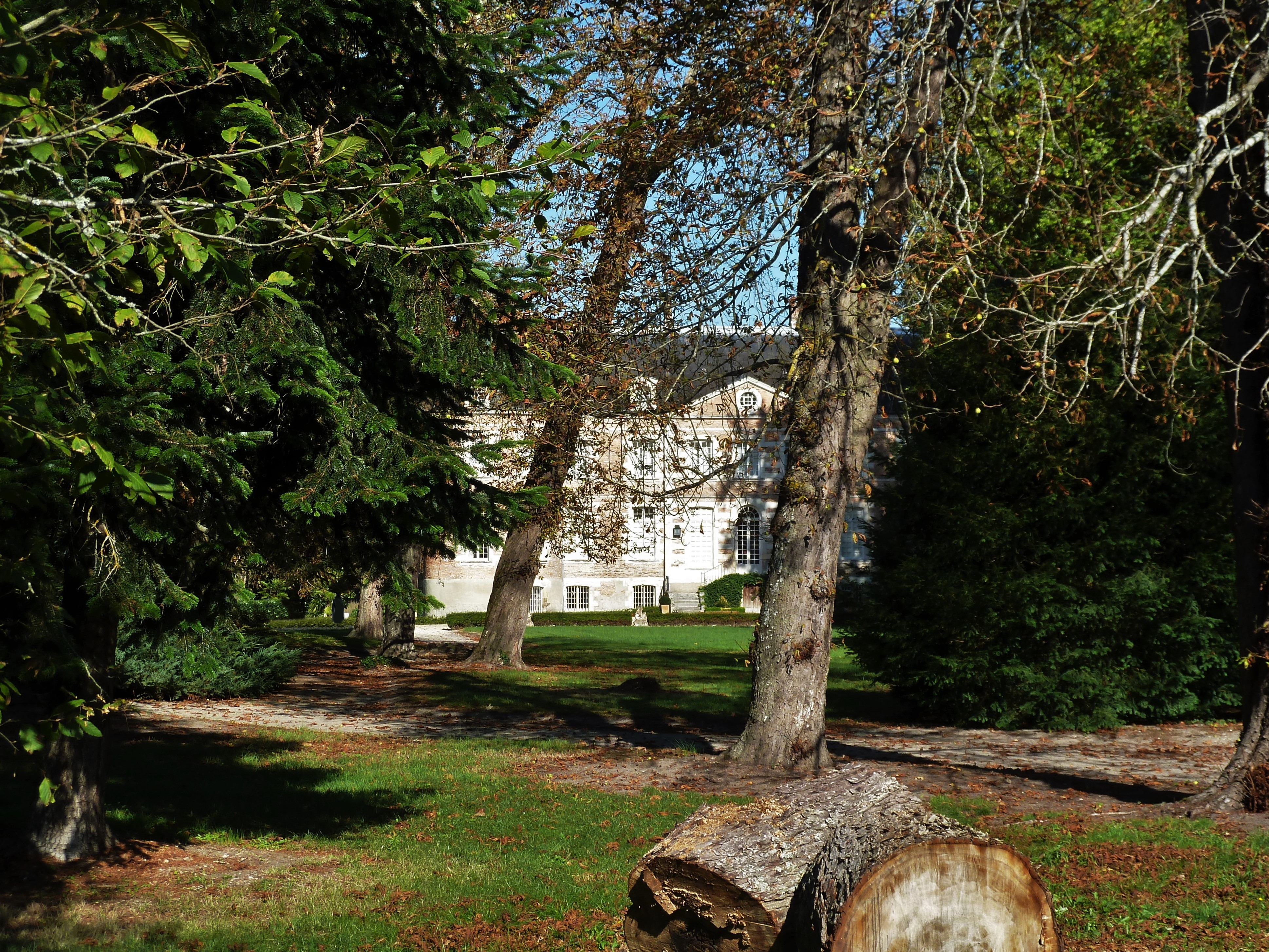
Schloss Beauharnais

## Persönlichkeiten
- Daniel Brottier (1876–1936), Missionar, 1984 seliggesprochen